# Ambystoma flavipiperatum
Ambystoma flavipiperatum е вид земноводно от семейство Ambystomatidae.

## Разпространение
Видът е разпространен в Мексико.